# Amfiteater v Nîmesu
Amfiteater v Nîmesu ali Arena Nîmes je rimski amfiteater v francoskem mestu Nîmes. Zgrajen okoli leta 70 našega štetja, kmalu za rimskim Kolosejem, je eden najbolje ohranjenih rimskih amfiteatrov na svetu. Dolg je 133 metrov in širok 101 meter, z areno ki meri 68 metrov  krat 38 metrov. Zunanja fasada je visoka 21 metrov z dvema nadstropjema s 60 arkadami. Je med 20 največjimi rimskimi amfiteatri od 400 obstoječih. V rimskih časih je stavba lahko sprejela 24.000 gledalcev, ki so bili razporejeni po 34 nivojih teras, razdeljenih v štiri samostojne cone (maeniana).  Arena je služila kot gledališče za javne prireditve pa tudi kot arena za bojevanje gladiatorjev.
Danes je Arena v Nîmesu prizorišče dveh letnih bikoborb v času Feria de Nîmes, uporabljajo pa jo tudi za druge javne dogodke, kot je uprizoritev o antiki Velike rimske igre ali koncerti.

## Zgodovina
Rimski amfiteatri so se prvič pojavili v južni Italiji v drugem stoletju pr. n. št. in so bili posebej zasnovani za prirejanje spektakularnih bojev med gladiatorji ali živalskih bojev. Ta nova vrsta konstrukcije je imela obliko dveh gledališč, postavljenih nasproti ovalne arene, ki je vsakomur omogočala, kjerkoli so sedeli, da bi videli spektakle, ki se izvajajo na pesku spodaj, ne da bi pri tem kaj zamudili.
Na svojem vrhuncu, v 1. in 2. stoletju, je bilo Rimsko cesarstvo uspešna, urbanizirana družba. V 3. stoletju našega štetja je to stabilnost zamajala kriza. Cesarstvo so razdirale državljanske vojne, barbari so postali vse bolj zastrašujoči, epidemije pa so celotno situacijo še poslabšale. Ker so bili gladiatorski boji urbani pojav, so propadali hkrati z mesti.
Od 4. stoletja se je mesto Nîmes začelo umikati in krepiti svojo obrambo. Arkade amfiteatra so bile blokirane in spomenik je postal pomemben del obrambe Nîmesa. V nekdanji amfiteater, ki je postal utrjen grad, se je zateklo veliko ljudi iz mesta. Pretrpel je več obleganj, vendar se je amfiteater izkazal za zelo učinkovito obrambo. Leta 725 so Omajadi iz Španije uničili Vizigotsko kraljestvo tako, da so prevzeli nadzor nad Nîmesom. Trideset let pozneje so jih nato oblegali Franki, ki so se končno naselili v Nîmesu. Vendar je bilo mesto zdaj le senca svojega nekdanjega rimskega jaza.
Šele v 12. stoletju naj bi prišlo do nove širitve. Kot znak te prenove je leta 1194 Toulouški grof pooblastil svoje vazale v Nîmesu, da zgradijo novo mestno obzidje, katerega postavitev je bolj ali manj ustrezala mestnim bulvarjem, ki jih vidimo danes. Takrat je bil amfiteater še vedno pomemben element mestnega obrambnega sistema. Tam je zrasla prava mala soseska s svojima cerkvama sv. Petra in sv. Martina. Postopoma, tekom 14. stoletja, je amfiteater izgubil svojo vojaško vrednost, vendar je ostal stanovanjska četrt.
Pod vplivom renesančnih idej je kralj Franc I. Francoski želel amfiteatru vrniti starodavno podobo, vendar je bilo takrat storjeno samo to, da so stavbe odstranili iz galerije v prvem nadstropju. Do 18. stoletja je bilo v areni še vedno 150 hiš, v katerih je živelo na stotine ljudi. Čiščenje spomenika se je začelo leta 1786, ko so porušili hiše, ki so ga obdajale. Na tisto obdobje sta ohranjeni le dve obzidani arkadi s srednjeveškimi okni nasproti sodne palače. Sredi 19. stoletja je arhitekt Henri Revoil dokončal obnovo spomenika. Od leta 1853, ko je potekala prva bikoborba, lahko javnost ponovno v rednih presledkih spremlja slavja, športne dogodke, zabave in bikoborbe.
Kip Christiana Montcouquiola, znanega kot Nimeño II., stoji na vhodu, imenovan Hero.
Leta 1853 se je balonar M. Louis Deschamps smrtno ponesrečil med svojim 120. poletom iz Arene v Nîmesu. Zaradi slabega vremena je župan že moral odpovedati padalski nastop, a je balon poletel po načrtu in ga ujelo slabo vreme. Deschampsa je vrglo iz koša in balon se je spustil približno pol milje dlje.

## Sodobna uporaba
Francoski novovalovski režiser François Truffaut je leta 1957 posnel del svojega prvega filma Les Mistons.
Britanska rock skupina Dire Straits je maja 1992 posnela nekaj videospotov v živo in album On the Night.
Nemška metal skupina Rammstein je posnela večino svojega DVD-ja Völkerball 23. julija 2005.
Ameriška heavy metal skupina Metallica je 7. julija 2009 posnela svoj DVD Français Pour Une Nuit.
WWE (World Wrestling Entertainment) je leta 2009 in 2011 gostil predstavo v živo.
Francoska elektronska skupina Justice je 19. julija 2012 posnela album v živo Access All Arenas.
Depeche Mode so v rimskem amfiteatru nastopili trikrat: 8. avgusta 1986 med turnejo Black Celebration Tour, 20. julija 2006 med turnejo Touring the Angel in 16. julija 2013 med turnejo Delta Machine. Oddaja leta 2006 je bila posneta za skupinski album v živo Recording the Angel.
David Gilmour v živo v Nîmesu - 20./21. julij 2016
Glasbeni festival Festival de Nîmes poteka v areni vsako poletje od leta 1997. Z velikim dogodkom leta 2017 je praznoval 20 let.
Vuelta a España 2017 je areno vključila v traso svoje otvoritvene etape, 13,7 km moštvenega kronometra, na katerem je zmagala ekipa BMC Racing Team.
Leta 2022 je nemški DJ Boris Brejcha nastopil v areni na dogodku, ki ga je organiziral Cercle Music [es]. Predstava je dostopna na YouTubu.

## Galerija
- Stopnice in hodniki
- Arena
- Pogled iz zraka na Nîmes z Areno v središču
- Koridor
- Koridor